# 훌라 풀라 댄스
훌라 풀라 댄스(Hula Fulla Dance)는 일본에서 제작된 미즈시마 세이지, 와타다 신야 감독의 2021년 영화이다.

## 목소리 출연
- 후쿠하라 하루카
- 딘 후지오카
- 야마다 유키
- 미야마 카렌
- 도미타 미우
- 마에다 카오리
- 스야마 에미리
- 하야미 사오리